# Волнистое
Волни́стое (до 1948 года Но́вая До́ля; укр. Волнисте, крымскотат. Volnistoye, Волнистое) — исчезнувшее село в Симферопольском районе Крыма, располагавшееся на северо-западе района, примерно в 1,5 км к юго-востоку от современного села Межгорное.

## История
Впервые в исторических документах селение, как Новой-Доли в составе Сакского района, встречается на карте 1942 года.
После освобождения Крыма от фашистов, 12 августа 1944 года было принято постановление № ГОКО-6372с «О переселении колхозников в районы Крыма», по которому в район из Курской и Тамбовской областей РСФСР в район переселялись 8100 колхозников, а в начале 1950-х годов последовала вторая волна переселенцев из различных областей Украины. С 25 июня 1946 года Новая Доля в составе Крымской области РСФСР Указом Президиума Верховного Совета РСФСР от 18 мая 1948 года, Новая Доля переименована в Волнистое. 26 апреля 1954 года Крымская область была передана из состава РСФСР в состав УССР. На 15 июня 1960 года село уже числилось в составе Скворцовского сельсовета.
Указом Президиума Верховного Совета УССР «Об укрупнении сельских районов Крымской области», от 30 декабря 1962 года Волнистое присоединили к Евпаторийскому району, а 1 января 1965 года, указом Президиума ВС УССР «О внесении изменений в административное районирование УССР — по Крымской области», включили в состав Симферопольского. Исключено из списков действующих в 1980 году, как село Скворцовского сельсовета.